# Équipe de Mayotte de football
Maillots
L'équipe de Mayotte de football représente le département d'outre-mer de Mayotte dans le football de sa région, le sud-ouest de l'océan Indien. Elle consiste en une sélection des meilleurs joueurs mahorais.
Mayotte n'est membre ni de la  FIFA ni de la CAF, ce qui ne lui permet pas de s'aligner aux éliminatoires de la Coupe du monde, de la Coupe d'Afrique des nations, du Championnat d'Afrique des nations et à la coupe de l'Afrique Australe.
Le sélectionneur de l'équipe de Mayotte est Massoundi Abidi.

## Histoire

### Intégration de l’UFFOI
La ligue mahoraise de football adhère, sous l'impulsion de son président de l'époque Mahamoudou Enly, dès sa création en février 2010, à l'Union des fédérations de football de l'océan Indien, qui est reconnue par la CAF et la FIFA, répartissant en 2 zones ses membres, les Comores, Madagascar et Mayotte composant la A, l'autre département français de l'océan Indien, la Réunion, Maurice et les Seychelles figurant dans la B. Un tournoi des sélections est envisagé mais seul la coupe des clubs champions de l'océan indien voit le jour.
En 2010, la sélection sous la houlette d'un duo de nouveaux techniciens compétents et complémentaires, Massoundi Abidi et Suflaj Frédéric, Vladimir nommés à la suite d'un appel d'offres, se « professionnalise », instaurant un projet de vie pour le groupe, prônant une grande discipline tactique, beaucoup de rigueur, un moral d'acier, une combativité de chaque instant et un jeu à base de vivacité porté vers l'avant, les progrès ne tardent pas et se concrétisent par deux campagnes assez convaincantes quant aux performances collectives et au jeu technique produit en 2010 puis 2011 conclues par une quatrième place à chaque fois.
Nommés en 2010 par l'hebdomadaire Mayotte Hebdo Sport dans la catégorie Entraîneur de l'année, toutes disciplines confondues, à l'occasion de la deuxième édition des trophées du sportif, les sélectionneurs prennent la seconde place à la suite du vote du public et du choix d'un jury composé de spécialistes, une large reconnaissance amplement méritée par la qualité du travail accompli pour ceux qui sont considérés comme les meilleurs éducateurs de l'île après avoir eu une belle carrière de footballeur amateur.
La sélection montrant un visage plein de fraîcheur, parfois séduisant qui laissait envisager un avenir prometteur ; cependant, cet élan sera brisé avec le changement de tête à la présidence de la ligue en 2012, celui-ci, sans explication aucune auprès des intéressés et de l'opinion publique se sépara d'eux.

### Jeux des îles de l’océan Indien
En 2007, l'équipe a participé pour la première fois aux Jeux des îles de l'océan Indien, terminant à la troisième place après avoir perdu contre Madagascar en demi-finale  4-0 puis en faisant match nul 1-1 avant de s'imposer aux tirs au but face à Maurice lors de ce match de classement.
L'équipe de Mayotte participe pour la 5e fois de son histoire au Jeux des îles de l'océan Indien 2023 qui auront lieu à Madagascar. Mayotte effectue sa préparation en France après deux matchs amicaux contre la sélection régionale de Boeny et contre l’équipe de Madagascar.

## Tenues, emblèmes et symboles

### Maillot et équipementiers
| Kit providence | Période |
| -------------- | ------- |
|                |         |
|                | –       |
|                | –       |
|                | –       |
| Nike           | -       |
|                | -       |

## Infrastructures
| Stade de Kavani |

L’équipe de Mayotte joue ses matchs à domicile au Stade de Cavani. Le stade est en cours de rénovation.

## Personnalités

### Sélectionneurs
| Nom             | De... | À... | Nb M |
| --------------- | ----- | ---- | ---- |
| Abodi Massoundi | -     | -    |      |

## Statistiques

### Classement FIFA
L’équipe de Mayotte n’est pas affiliée à la FIFA ni à la CAF mais se classe à la 157e place selon le classement Elo.

### Rivalité
| Adversaire               | G. | N. | P. | J. | Bp | Bc | Diff | Dernière match  |
| ------------------------ | -- | -- | -- | -- | -- | -- | ---- | --------------- |
| La Réunion               | 1  | 1  | 6  | 8  | 7  | 17 | -10  | 20 juillet 2019 |
| Comores                  | 1  | 0  | 0  | 1  | 2  | 0  | +2   | 18 juillet 2019 |
| Madagascar               | 1  | 4  | 5  | 10 | 7  | 13 | -5   | 30 juillet 2023 |
| Seychelles               | 2  | 0  | 1  | 3  | 6  | 3  | +3   | 26 juillet 2019 |
| Maurice                  | 4  | 1  | 1  | 6  | 6  | 3  | +3   | 24 juillet 2019 |
| Maldives                 | 2  | 0  | 0  | 2  | 6  | 2  | +4   | 22 juillet 2019 |
| Guyane                   | 1  | 1  |    | 2  |    |    |      | 2010            |
| Saint-Pierre-et-Miquelon |    |    |    |    |    |    |      | 2010            |
| Martinique               |    |    | 1  | 1  |    |    |      | 2012            |
| Tahiti                   |    |    |    |    |    |    |      | 2012            |
| Nouvelle-Calédonie       |    |    | 1  | 1  |    |    |      | 2008            |
| Guadeloupe               |    |    |    |    |    |    |      |                 |

## Palmarès
| Compétitions internationales | Compétitions continentales                                              |
| --- | ----------------------------------------------------------------------- |
| - Coupe du monde : - Aucune participation - Coupe des confédérations : - Aucune participation - Jeux olympiques : - Aucune participation | - Jeux des îles de l'océan Indien - Demi-finaliste en 2019 - 3e en 2007 |

## Matches internationaux
| Date              | Lieu                  | Équipe 1   | Équipe 2                 | Score            |
| ----------------- | --------------------- | ---------- | ------------------------ | ---------------- |
| 30 juillet 2023   | Majunga               | Madagascar | Mayotte                  | 3 - 1            |
| 22 juillet 2019   | Stade Auguste Volaire | Mayotte    | Maldives                 | 3 - 1            |
| juillet 2019      |                       | La Réunion | Mayotte                  | 1 - 0            |
| 18 juillet 2019   | Flacq                 | Mayotte    | Comores                  | 2 - 0            |
| 13 août 2011      | Roche Caïman          | La Réunion | Mayotte                  | 1 - 0            |
| 11 août 2011      | Roche Caïman          | Mayotte    | Maurice                  | 0 - 0ap, 4 - 5ap |
| 8 août 2011       | Roche Caïman          | Mayotte    | La Réunion               | 2 - 0            |
| 4 août 2011       | Praslin               | Madagascar | Mayotte                  | 1 - 1            |
| 29 juillet 2011   | Rose-Hill             | Maurice    | Mayotte                  | 0 - 2            |
| 1er octobre 2010  | Saint-Ouen            | Mayotte    | Guadeloupe               | 0 - 4            |
| 28 septembre 2010 | Franconville          | Mayotte    | Saint-Pierre-et-Miquelon | 10 - 0           |
| 25 septembre 2010 | Gennevilliers         | Mayotte    | La Réunion               | 1 - 2            |
| 22 septembre 2010 | Saint-Gratien         | Guyane     | Mayotte                  | 2 - 2            |
| 20 août 2010      | Majunga               | Madagascar | Mayotte                  | 0 - 0            |
| 10 juillet 2009   | Mamoudzou             | Mayotte    | Madagascar               | 2 - 2            |
| 14 juin 2009      | Majunga               | Madagascar | Mayotte                  | 2 - 0            |
| 3 octobre 2008    | La Courneuve          | Mayotte    | Nouvelle-Calédonie       | 3 - 0            |
| 28 septembre 2008 | Bonneuil-sur-Marne    | Mayotte    | Guyane                   | 2 - 4            |
| 25 septembre 2008 | Franconville          | Mayotte    | La Réunion               | 1 - 6            |
| 18 août 2007      | Tananarive            | Mayotte    | Maurice                  | 1 - 1            |
| 16 août 2007      | Tananarive            | Mayotte    | Madagascar               | 0 - 4            |
| 12 août 2007      | Tananarive            | Mayotte    | Maurice                  | 1 - 0            |
| 10 août 2007      | Tananarive            | Mayotte    | Seychelles               | 1 - 2            |
| 19 juillet 2007   | Madagascar            | Madagascar | Mayotte                  | 2 - 2            |
| 15 décembre 2006  | Réunion               | La Réunion | Mayotte                  | 3 - 1            |
| 16 août 2003      | Saint-Denis           | La Réunion | Mayotte                  | 1 - 1            |
| ?? ??? 2001       | Tananarive            | Madagascar | Mayotte                  | 1 - 0            |
| 16 janvier 2000   | Mamoudzou             | Mayotte    | Madagascar               | 1 - 0            |